# Home banking
Home banking – jedna z form bankowości elektronicznej przeznaczona dla osób prywatnych i małych przedsiębiorstw, polegająca na umożliwieniu klientowi komunikacji z bankiem za pomocą komputera z dedykowanym oprogramowaniem po stronie klienta, często korzystająca z połączenia telefonicznego z serwisem banku bez konieczności dostępu do Internetu.
Ze względu między innymi na rosnące upowszechnienie bankowości internetowej home banking traci popularność.